# Plecotus strelkovi
Plecotus strelkovi is een vleermuis uit het geslacht grootoorvleermuizen (Plecotus) die voorkomt in de droge bergketens van Centraal-Azië. De grootoorvleermuizen uit deze gebieden worden meestal geïdentificeerd als P. auritus wardi (nu een aparte soort, P. wardi), maar zowel genetisch als morfologisch verschilt P. strelkovi van alle andere grootoorvleermuizen, zodat dit dier in 2006 als een nieuwe soort werd beschreven. P. strelkovi behoort tot de P. auritus-groep. De naam verwijst naar Petr Strelkov, een Russische bioloog die verschillende bijdragen heeft geleverd aan de taxonomie van de grootoorvleermuizen van de voormalige Sovjet-Unie.
Het exacte verspreidingsgebied is onbekend, maar tot nu toe is de soort bekend van de Pamir- en Tian Shan-gebergtes in Iran, Oost-Afghanistan, Tadzjikistan, Oost-Oezbekistan, Kirgizië, Oost-Kazachstan en het westen van Xinjiang en Tibet in China. Een exemplaar uit de Gobi Altai in Mongolië werd in een genetische analyse P. strelkovi gedetermineerd, maar deze locatie is ver buiten het bekende verspreidingsgebied. Volgens de beschrijvers van P. strelkovi klopt van dit exemplaar waarschijnlijk ofwel de locatie, ofwel de genetische determinatie niet.
P. strelkovi is een middelgrote grootoorvleermuis met een grijze tot geelbruine vacht. De voorarmlengte lijkt op die van P. ognevi, P. sacrimontis, de berggrootoorvleermuis (P. macrobullaris) en P. wardi, maar P. strelkovi heeft een veel kortere duim van P. ogenvi en P. sacrimontis. P. wardi en de berggrootoorvleermuis hebben ook ongeveer dezelfde vachtkleur als P. strelkovi, maar P. strelkovi heeft een minder dichte vacht met een wat grijzere kleur. De buikvacht is langer en minder dicht dan die van P. wardi en de berggrootoorvleermuis.